# Twomileborris
Twomileborris (auch Two-Mile Borris und kurz: TMB: irisch Buiríos Léith) ist ein Dorf im County Tipperary in der Republik Irland und hat 469 Einwohner (Stand 2022).

## Lage
Twomileborris liegt etwa acht Kilometer östlich von Thurles am Black River zwischen dem Golden Vale und dem Bog of Allen. Östlich von Twomileborris verläuft die Autobahn M8 von Dublin nach Cork. Südlich an Twomileborris führt die N75 zur Autobahn.

## Geschichte
Nahe Twomileborris wurde das Kloster Liath Mór im 7. Jahrhundert gegründet. Heute sind dort noch zwei Kirchruinen aus dem 12. Jahrhundert sowie die Fundamente eines Rundturms zu sehen.
Aus der normannischen Zeit ist noch das Tower House von Twomileborris erhalten. 

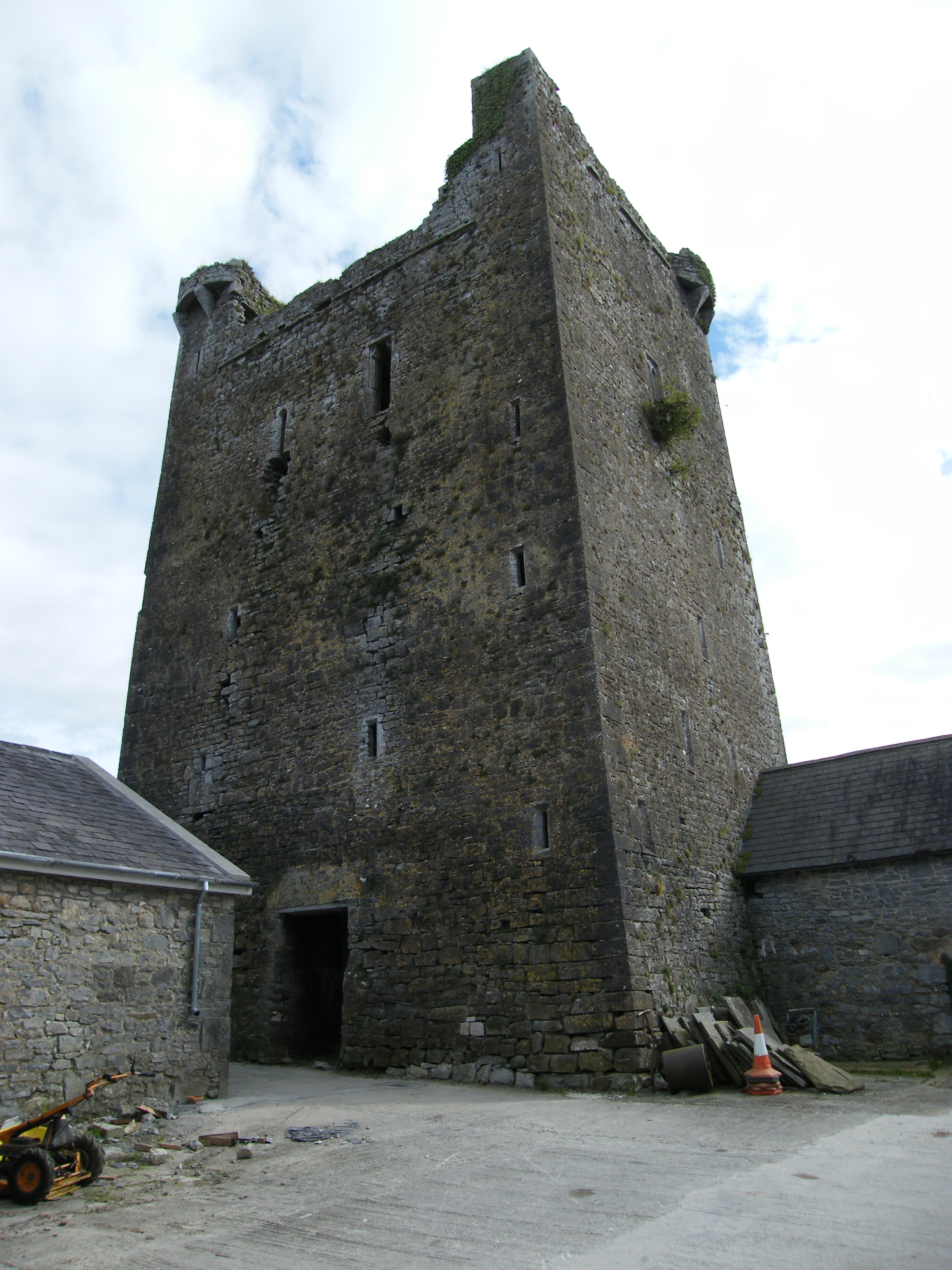
Tower House von Twomileborris

## Persönlichkeiten
- Martin Hayes (* 1959), Bischof von Kilmore